# ديفيد دونل
ديفيد دونل هو شاعر كندي، ولد في 13 أكتوبر 1939 في St. Marys, Ontario ‏ في كندا.